# Kilanda distrikt
Kilanda distrikt är ett distrikt i Ale kommun och Västra Götalands län. 
Distriktet ligger öster om tätorten Älvängen i Starrkärrs distrikt och nordost om kommunens centralort Nödinge-Nol. Småorter i distriktet är Hult och Kollanda.

## Tidigare administrativ tillhörighet
Distriktet inrättades 2016 och utgörs av socknen Kilanda i Ale kommun
Området motsvarar den omfattning Kilanda församling hade vid årsskiftet 1999/2000.